# Lista över fornlämningar i Eksjö kommun
Lista över fornlämningar i Eksjö kommun är en förteckning av ett urval av de fornlämningar som finns i Eksjö kommun.

## Bellö
| Namn       | Lämningstyp  | Tillkomsttid | Historisk indelning | Plats | Läge                 | ID-nr          | Bild                                 |
| ---------- | ------------ | ------------ | ------------------- | ----- | -------------------- | -------------- | ------------------------------------ |
| Bellö 4:1  | Röse         |              | Bellö, Småland      |       | 57.585092, 15.335601 | 10056700040001 | Ladda upp en bild av detta fornminne |
| Bellö 4:2  | Stensättning |              | Bellö, Småland      |       | 57.584958, 15.335711 | 10056700040002 | Ladda upp en bild av detta fornminne |
| Bellö 11:1 | Stensättning |              | Bellö, Småland      |       | 57.576819, 15.293069 | 10056700110001 | Ladda upp en bild av detta fornminne |
| Bellö 14:1 | Stensättning |              | Bellö, Småland      |       | 57.580026, 15.309335 | 10056700140001 | Ladda upp en bild av detta fornminne |

## Edshult
| Namn                      | Lämningstyp                      | Tillkomsttid | Historisk indelning | Plats | Läge                 | ID-nr          | Bild                                      |
| ------------------------- | -------------------------------- | ------------ | ------------------- | ----- | -------------------- | -------------- | ----------------------------------------- |
| Edshult 1:1               | Borg                             |              | Edshult, Småland    |       | 57.569155, 15.186345 | 10058300010001 | Ladda upp en till bild av detta fornminne |
| Edshult 2:1               | Begravningsplats                 |              | Edshult, Småland    |       | 57.569945, 15.187067 | 10058300020001 | Ladda upp en bild av detta fornminne      |
| Edshult 2:2               | Kyrka/kapell                     |              | Edshult, Småland    |       | 57.569991, 15.187004 | 10058300020002 | Ladda upp en till bild av detta fornminne |
| Edshult 11:1              | Röse                             |              | Edshult, Småland    |       | 57.592880, 15.253423 | 10058300110001 | Ladda upp en bild av detta fornminne      |
| Vallholmen (Edshult 65:1) | Stensättning                     |              | Edshult, Småland    |       | 57.550248, 15.192831 | 10058300650001 | Ladda upp en bild av detta fornminne      |
| Edshult 76:1              | Husgrund, förhistorisk/medeltida |              | Edshult, Småland    |       | 57.567535, 15.187006 | 10058300760001 | Ladda upp en bild av detta fornminne      |

## Eksjö
| Namn                             | Lämningstyp                 | Tillkomsttid | Historisk indelning | Plats | Läge                 | ID-nr          | Bild                                      |
| -------------------------------- | --------------------------- | ------------ | ------------------- | ----- | -------------------- | -------------- | ----------------------------------------- |
| Eksjö 25:1                       | Hällristning                |              | Eksjö, Småland      |       | 57.670128, 14.974996 | 10058400250001 | Ladda upp en bild av detta fornminne      |
| Kvarnarpstenen (Eksjö 27:1)      | Runristning                 |              | Eksjö, Småland      |       | 57.668729, 14.978955 | 10058400270001 | Ladda upp en bild av detta fornminne      |
| Eksjö 28:1                       | Runristning                 |              | Eksjö, Småland      |       | 57.667104, 14.971724 | 10058400280001 | Ladda upp en till bild av detta fornminne |
| Eksjö 35:1                       | Röse                        |              | Eksjö, Småland      |       | 57.657005, 14.874508 | 10058400350001 | Ladda upp en bild av detta fornminne      |
| Eksjö 35:2                       | Röse                        |              | Eksjö, Småland      |       | 57.656985, 14.874256 | 10058400350002 | Ladda upp en bild av detta fornminne      |
| Eksjö 36:1                       | Stenkrets                   |              | Eksjö, Småland      |       | 57.658547, 14.871283 | 10058400360001 | Ladda upp en bild av detta fornminne      |
| Eksjö 37:1                       | Röse                        |              | Eksjö, Småland      |       | 57.658981, 14.869440 | 10058400370001 | Ladda upp en bild av detta fornminne      |
| Eksjö 39:1                       | Stensättning                |              | Eksjö, Småland      |       | 57.657668, 14.872252 | 10058400390001 | Ladda upp en bild av detta fornminne      |
| Eksjö 41:1                       | Grav markerad av sten/block |              | Eksjö, Småland      |       | 57.666815, 14.976046 | 10058400410001 | Ladda upp en bild av detta fornminne      |
| Eksjö 43:1                       | Stensättning                |              | Eksjö, Småland      |       | 57.656933, 14.873333 | 10058400430001 | Ladda upp en bild av detta fornminne      |
| Eksjö 46:1                       | Stensättning                |              | Eksjö, Småland      |       | 57.656573, 14.870377 | 10058400460001 | Ladda upp en bild av detta fornminne      |
| Eksjö 47:1                       | Stensättning                |              | Eksjö, Småland      |       | 57.653888, 14.867988 | 10058400470001 | Ladda upp en bild av detta fornminne      |
| Eksjö 47:2                       | Stensättning                |              | Eksjö, Småland      |       | 57.653755, 14.868194 | 10058400470002 | Ladda upp en bild av detta fornminne      |
| Eksjö 47:3                       | Stensättning                |              | Eksjö, Småland      |       | 57.653742, 14.867896 | 10058400470003 | Ladda upp en bild av detta fornminne      |
| Eksjö 47:4                       | Stensättning                |              | Eksjö, Småland      |       | 57.653819, 14.867715 | 10058400470004 | Ladda upp en bild av detta fornminne      |
| Jungfrukullastenen (Eksjö 71:1)  | Grav markerad av sten/block |              | Eksjö, Småland      |       | 57.749658, 14.994395 | 10058400710001 | Ladda upp en bild av detta fornminne      |
| Jungfrukullastenen (Eksjö 71:2)  | Grav markerad av sten/block |              | Eksjö, Småland      |       | 57.749641, 14.994162 | 10058400710002 | Ladda upp en bild av detta fornminne      |
| Jungfrukullastenen (Eksjö 71:3)  | Grav markerad av sten/block |              | Eksjö, Småland      |       | 57.749587, 14.994201 | 10058400710003 | Ladda upp en bild av detta fornminne      |
| Eksjö 88:1                       | Hög                         |              | Eksjö, Småland      |       | 57.715155, 14.977595 | 10058400880001 | Ladda upp en bild av detta fornminne      |
| Eksjö 88:2                       | Hög                         |              | Eksjö, Småland      |       | 57.715254, 14.977052 | 10058400880002 | Ladda upp en bild av detta fornminne      |
| Eksjö 89:1                       | Hög                         |              | Eksjö, Småland      |       | 57.716002, 14.979964 | 10058400890001 | Ladda upp en bild av detta fornminne      |
| Eksjö 90:1                       | Hög                         |              | Eksjö, Småland      |       | 57.716958, 14.984090 | 10058400900001 | Ladda upp en bild av detta fornminne      |
| Eksjö 91:1                       | Hög                         |              | Eksjö, Småland      |       | 57.719960, 14.980764 | 10058400910001 | Ladda upp en bild av detta fornminne      |
| Eksjö 93:1                       | Röse                        |              | Eksjö, Småland      |       | 57.718911, 14.971489 | 10058400930001 | Ladda upp en bild av detta fornminne      |
| Eksjö 93:2                       | Stensättning                |              | Eksjö, Småland      |       | 57.718899, 14.971288 | 10058400930002 | Ladda upp en bild av detta fornminne      |
| Eksjö 93:3                       | Stensättning                |              | Eksjö, Småland      |       | 57.719036, 14.971415 | 10058400930003 | Ladda upp en bild av detta fornminne      |
| Eksjö 97:1                       | Hög                         |              | Eksjö, Småland      |       | 57.711616, 14.983284 | 10058400970001 | Ladda upp en bild av detta fornminne      |
| Eksjö 101:1                      | Grav markerad av sten/block |              | Eksjö, Småland      |       | 57.702153, 14.971602 | 10058401010001 | Ladda upp en bild av detta fornminne      |
| Eksjö 101:2                      | Grav markerad av sten/block |              | Eksjö, Småland      |       | 57.702071, 14.971557 | 10058401010002 | Ladda upp en bild av detta fornminne      |
| Eksjö 101:3                      | Grav markerad av sten/block |              | Eksjö, Småland      |       | 57.702110, 14.971705 | 10058401010003 | Ladda upp en bild av detta fornminne      |
| Eksjö 102:1                      | Gravfält                    |              | Eksjö, Småland      |       | 57.700687, 14.969468 | 10058401020001 | Ladda upp en bild av detta fornminne      |
| Eksjö 103:1                      | Gravfält                    |              | Eksjö, Småland      |       | 57.703192, 14.968609 | 10058401030001 | Ladda upp en bild av detta fornminne      |
| Eksjö 104:1                      | Röse                        |              | Eksjö, Småland      |       | 57.703239, 14.965623 | 10058401040001 | Ladda upp en bild av detta fornminne      |
| Eksjö 105:1                      | Röse                        |              | Eksjö, Småland      |       | 57.705074, 14.966687 | 10058401050001 | Ladda upp en bild av detta fornminne      |
| Eksjö 107:1                      | Hög                         |              | Eksjö, Småland      |       | 57.712588, 14.982776 | 10058401070001 | Ladda upp en bild av detta fornminne      |
| Eksjö 108:1                      | Stensättning                |              | Eksjö, Småland      |       | 57.706287, 14.979960 | 10058401080001 | Ladda upp en bild av detta fornminne      |
| Eksjö 108:2                      | Stensättning                |              | Eksjö, Småland      |       | 57.706356, 14.979755 | 10058401080002 | Ladda upp en bild av detta fornminne      |
| Eksjö 108:3                      | Stensättning                |              | Eksjö, Småland      |       | 57.705959, 14.980231 | 10058401080003 | Ladda upp en bild av detta fornminne      |
| Eksjö 109:1                      | Röse                        |              | Eksjö, Småland      |       | 57.704758, 14.977093 | 10058401090001 | Ladda upp en bild av detta fornminne      |
| Eksjö 110:1                      | Gravfält                    |              | Eksjö, Småland      |       | 57.700767, 14.980787 | 10058401100001 | Ladda upp en bild av detta fornminne      |
| Eksjö 111:1                      | Stensättning                |              | Eksjö, Småland      |       | 57.698953, 14.993229 | 10058401110001 | Ladda upp en bild av detta fornminne      |
| Eksjö 112:1                      | Gravfält                    |              | Eksjö, Småland      |       | 57.705058, 14.997782 | 10058401120001 | Ladda upp en bild av detta fornminne      |
| Eksjö 113:1                      | Stensättning                |              | Eksjö, Småland      |       | 57.710752, 14.989863 | 10058401130001 | Ladda upp en bild av detta fornminne      |
| Eksjö 113:2                      | Stenkrets                   |              | Eksjö, Småland      |       | 57.710547, 14.989992 | 10058401130002 | Ladda upp en bild av detta fornminne      |
| Eksjö 113:3                      | Stensättning                |              | Eksjö, Småland      |       | 57.710841, 14.989824 | 10058401130003 | Ladda upp en bild av detta fornminne      |
| Eksjö 113:4                      | Stensättning                |              | Eksjö, Småland      |       | 57.710250, 14.989387 | 10058401130004 | Ladda upp en bild av detta fornminne      |
| Eksjö 119:1                      | Röse                        |              | Eksjö, Småland      |       | 57.699501, 14.956163 | 10058401190001 | Ladda upp en bild av detta fornminne      |
| Eksjö 119:2                      | Stensättning                |              | Eksjö, Småland      |       | 57.699507, 14.955870 | 10058401190002 | Ladda upp en bild av detta fornminne      |
| Eksjö 119:3                      | Stensättning                |              | Eksjö, Småland      |       | 57.699314, 14.956143 | 10058401190003 | Ladda upp en bild av detta fornminne      |
| Eksjö 119:4                      | Stensättning                |              | Eksjö, Småland      |       | 57.698934, 14.956495 | 10058401190004 | Ladda upp en bild av detta fornminne      |
| Eksjö 120:1                      | Stenkammargrav              |              | Eksjö, Småland      |       | 57.701240, 14.955092 | 10058401200001 | Ladda upp en bild av detta fornminne      |
| Eksjö 120:2                      | Röse                        |              | Eksjö, Småland      |       | 57.701111, 14.954927 | 10058401200002 | Ladda upp en bild av detta fornminne      |
| Eksjö 121:1                      | Röse                        |              | Eksjö, Småland      |       | 57.704274, 14.965812 | 10058401210001 | Ladda upp en bild av detta fornminne      |
| Eksjö 122:1                      | Röse                        |              | Eksjö, Småland      |       | 57.704217, 14.964086 | 10058401220001 | Ladda upp en bild av detta fornminne      |
| Eksjö 124:1                      | Röse                        |              | Eksjö, Småland      |       | 57.742319, 14.944811 | 10058401240001 | Ladda upp en bild av detta fornminne      |
| Eksjö 126:1                      | Grav markerad av sten/block |              | Eksjö, Småland      |       | 57.719881, 15.031557 | 10058401260001 | Ladda upp en bild av detta fornminne      |
| Eksjö 131:1                      | Gravfält                    |              | Eksjö, Småland      |       | 57.702169, 14.965062 | 10058401310001 | Ladda upp en bild av detta fornminne      |
| Eksjö 140:1                      | Röse                        |              | Eksjö, Småland      |       | 57.711304, 15.016000 | 10058401400001 | Ladda upp en bild av detta fornminne      |
| Eksjö 148:1                      | Stensättning                |              | Eksjö, Småland      |       | 57.711403, 14.990145 | 10058401480001 | Ladda upp en bild av detta fornminne      |
| Eksjö 149:1                      | Röse                        |              | Eksjö, Småland      |       | 57.708202, 14.958171 | 10058401490001 | Ladda upp en bild av detta fornminne      |
| Eksjö 150:1                      | Stensättning                |              | Eksjö, Småland      |       | 57.707152, 14.957462 | 10058401500001 | Ladda upp en bild av detta fornminne      |
| Eksjö 151:1                      | Hög                         |              | Eksjö, Småland      |       | 57.705024, 14.953260 | 10058401510001 | Ladda upp en bild av detta fornminne      |
| Eksjö 151:2                      | Hög                         |              | Eksjö, Småland      |       | 57.704973, 14.953481 | 10058401510002 | Ladda upp en bild av detta fornminne      |
| Eksjö 151:3                      | Hög                         |              | Eksjö, Småland      |       | 57.704931, 14.953667 | 10058401510003 | Ladda upp en bild av detta fornminne      |
| Eksjö 151:4                      | Stensättning                |              | Eksjö, Småland      |       | 57.704908, 14.954004 | 10058401510004 | Ladda upp en bild av detta fornminne      |
| Eksjö 154:1                      | Stensättning                |              | Eksjö, Småland      |       | 57.700507, 14.954735 | 10058401540001 | Ladda upp en bild av detta fornminne      |
| Eksjö 154:2                      | Stensättning                |              | Eksjö, Småland      |       | 57.700393, 14.954237 | 10058401540002 | Ladda upp en bild av detta fornminne      |
| Hagersryd (Eksjö 160:1)          | Gravfält                    |              | Eksjö, Småland      |       | 57.697532, 14.948970 | 10058401600001 | Ladda upp en bild av detta fornminne      |
| Eksjö 162:1                      | Gravfält                    |              | Eksjö, Småland      |       | 57.693651, 14.959197 | 10058401620001 | Ladda upp en bild av detta fornminne      |
| Eksjö 181:1                      | Röse                        |              | Eksjö, Småland      |       | 57.680960, 14.991439 | 10058401810001 | Ladda upp en bild av detta fornminne      |
| Eksjö 181:2                      | Stenkrets                   |              | Eksjö, Småland      |       | 57.680954, 14.991641 | 10058401810002 | Ladda upp en bild av detta fornminne      |
| Eksjö 181:3                      | Stensättning                |              | Eksjö, Småland      |       | 57.681045, 14.991720 | 10058401810003 | Ladda upp en bild av detta fornminne      |
| Hunsnäs gamla tomt (Eksjö 186:4) | Röse                        |              | Eksjö, Småland      |       | 57.674814, 14.993878 | 10058401860004 | Ladda upp en bild av detta fornminne      |
| Hunsnäs gamla tomt (Eksjö 186:5) | Röse                        |              | Eksjö, Småland      |       | 57.672908, 14.995218 | 10058401860005 | Ladda upp en bild av detta fornminne      |
| Hunsnäs gamla tomt (Eksjö 186:6) | Röse                        |              | Eksjö, Småland      |       | 57.672815, 14.995303 | 10058401860006 | Ladda upp en bild av detta fornminne      |

## Hult
| Namn                      | Lämningstyp                 | Tillkomsttid | Historisk indelning | Plats | Läge                 | ID-nr          | Bild                                 |
| ------------------------- | --------------------------- | ------------ | ------------------- | ----- | -------------------- | -------------- | ------------------------------------ |
| Drakarör (Hult 20:1)      | Röse                        |              | Hult, Småland       |       | 57.590387, 15.108660 | 10060300200001 | Ladda upp en bild av detta fornminne |
| Heliga Lundar (Hult 21:1) | Gravfält                    |              | Hult, Småland       |       | 57.607526, 15.108602 | 10060300210001 | Ladda upp en bild av detta fornminne |
| Galgakullen (Hult 22:1)   | Gravfält                    |              | Hult, Småland       |       | 57.606570, 15.133922 | 10060300220001 | Ladda upp en bild av detta fornminne |
| Hult 24:1                 | Runristning                 |              | Hult, Småland       |       | 57.580239, 15.144880 | 10060300240001 | Ladda upp en bild av detta fornminne |
| Hult 26:1                 | Grav markerad av sten/block |              | Hult, Småland       |       | 57.634352, 15.076525 | 10060300260001 | Ladda upp en bild av detta fornminne |
| Hult 28:1                 | Begravningsplats            |              | Hult, Småland       |       | 57.601999, 15.126331 | 10060300280001 | Ladda upp en bild av detta fornminne |
| Hult 29:1                 | Gravfält                    |              | Hult, Småland       |       | 57.581048, 15.111254 | 10060300290001 | Ladda upp en bild av detta fornminne |
| Hult 30:1                 | Gravfält                    |              | Hult, Småland       |       | 57.605225, 15.126042 | 10060300300001 | Ladda upp en bild av detta fornminne |
| Hult 36:1                 | Stensättning                |              | Hult, Småland       |       | 57.645620, 15.078334 | 10060300360001 | Ladda upp en bild av detta fornminne |
| Hult 45:1                 | Röse                        |              | Hult, Småland       |       | 57.597925, 15.136838 | 10060300450001 | Ladda upp en bild av detta fornminne |
| Hult 49:1                 | Gravfält                    |              | Hult, Småland       |       | 57.603648, 15.117596 | 10060300490001 | Ladda upp en bild av detta fornminne |
| Hult 58:1                 | Gravfält                    |              | Hult, Småland       |       | 57.605699, 15.141842 | 10060300580001 | Ladda upp en bild av detta fornminne |
| Hult 60:1                 | Gravfält                    |              | Hult, Småland       |       | 57.592587, 15.147636 | 10060300600001 | Ladda upp en bild av detta fornminne |
| Hult 67:1                 | Stensättning                |              | Hult, Småland       |       | 57.581896, 15.109895 | 10060300670001 | Ladda upp en bild av detta fornminne |
| Hult 98:1                 | Stensättning                |              | Hult, Småland       |       | 57.594501, 15.143608 | 10060300980001 | Ladda upp en bild av detta fornminne |
| Hult 182                  | Stensättning                |              | Hult, Småland       |       | 57.689556, 15.167158 | 12000000000984 | Ladda upp en bild av detta fornminne |

## Hässleby
| Namn                     | Lämningstyp    | Tillkomsttid | Historisk indelning | Plats | Läge                 | ID-nr          | Bild                                      |
| ------------------------ | -------------- | ------------ | ------------------- | ----- | -------------------- | -------------- | ----------------------------------------- |
| Hässleby 2:1             | Röse           |              | Hässleby, Småland   |       | 57.582130, 15.465851 | 10060800020001 | Ladda upp en bild av detta fornminne      |
| Stora rör (Hässleby 5:1) | Ringröse       |              | Hässleby, Småland   |       | 57.620778, 15.466903 | 10060800050001 | Ladda upp en till bild av detta fornminne |
| Hässleby 7:1             | Röse           |              | Hässleby, Småland   |       | 57.634497, 15.497798 | 10060800070001 | Ladda upp en bild av detta fornminne      |
| Hässleby 10:1            | Röse           |              | Hässleby, Småland   |       | 57.630172, 15.495371 | 10060800100001 | Ladda upp en bild av detta fornminne      |
| Hässleby 13:1            | Stenkammargrav |              | Hässleby, Småland   |       | 57.589483, 15.608294 | 10060800130001 | Ladda upp en bild av detta fornminne      |
| Hässleby 14:1            | Stensättning   |              | Hässleby, Småland   |       | 57.625664, 15.510115 | 10060800140001 | Ladda upp en bild av detta fornminne      |
| Hässleby 14:2            | Stensättning   |              | Hässleby, Småland   |       | 57.625557, 15.510049 | 10060800140002 | Ladda upp en bild av detta fornminne      |
| Hässleby 70:1            | Stensättning   |              | Hässleby, Småland   |       | 57.558053, 15.561087 | 10060800700001 | Ladda upp en bild av detta fornminne      |
| Hässleby 95:1            | Stensättning   |              | Hässleby, Småland   |       | 57.568623, 15.572726 | 10060800950001 | Ladda upp en bild av detta fornminne      |
| Hässleby 123:1           | Röse           |              | Hässleby, Småland   |       | 57.633763, 15.499019 | 10060801230001 | Ladda upp en bild av detta fornminne      |

## Höreda
| Namn                     | Lämningstyp                 | Tillkomsttid | Historisk indelning | Plats | Läge                 | ID-nr          | Bild                                 |
| ------------------------ | --------------------------- | ------------ | ------------------- | ----- | -------------------- | -------------- | ------------------------------------ |
| Höreda 2:1               | Röse                        |              | Höreda, Småland     |       | 57.604171, 14.889752 | 10060900020001 | Ladda upp en bild av detta fornminne |
| Höreda 3:1               | Stenkrets                   |              | Höreda, Småland     |       | 57.603824, 14.889098 | 10060900030001 | Ladda upp en bild av detta fornminne |
| Höreda 3:2               | Stenkrets                   |              | Höreda, Småland     |       | 57.603624, 14.889141 | 10060900030002 | Ladda upp en bild av detta fornminne |
| Höreda 4:1               | Röse                        |              | Höreda, Småland     |       | 57.601177, 14.891643 | 10060900040001 | Ladda upp en bild av detta fornminne |
| Höreda 5:1               | Röse                        |              | Höreda, Småland     |       | 57.601063, 14.893777 | 10060900050001 | Ladda upp en bild av detta fornminne |
| Höreda 6:1               | Röse                        |              | Höreda, Småland     |       | 57.598231, 14.890686 | 10060900060001 | Ladda upp en bild av detta fornminne |
| Höreda 7:1               | Röse                        |              | Höreda, Småland     |       | 57.597892, 14.889726 | 10060900070001 | Ladda upp en bild av detta fornminne |
| Höreda 10:1              | Gravfält                    |              | Höreda, Småland     |       | 57.608278, 14.971636 | 10060900100001 | Ladda upp en bild av detta fornminne |
| Höreda 11:1              | Gravfält                    |              | Höreda, Småland     |       | 57.609953, 14.971635 | 10060900110001 | Ladda upp en bild av detta fornminne |
| Höreda 12:1              | Gravfält                    |              | Höreda, Småland     |       | 57.610816, 14.971533 | 10060900120001 | Ladda upp en bild av detta fornminne |
| Höreda 15:1              | Gravfält                    |              | Höreda, Småland     |       | 57.629478, 14.986732 | 10060900150001 | Ladda upp en bild av detta fornminne |
| Höreda 16:1              | Hög                         |              | Höreda, Småland     |       | 57.629890, 14.985656 | 10060900160001 | Ladda upp en bild av detta fornminne |
| Höreda 16:2              | Hög                         |              | Höreda, Småland     |       | 57.630105, 14.985588 | 10060900160002 | Ladda upp en bild av detta fornminne |
| Höreda 16:3              | Hög                         |              | Höreda, Småland     |       | 57.630446, 14.985002 | 10060900160003 | Ladda upp en bild av detta fornminne |
| Höreda 20:1              | Röse                        |              | Höreda, Småland     |       | 57.647228, 15.022479 | 10060900200001 | Ladda upp en bild av detta fornminne |
| Höreda 20:2              | Röse                        |              | Höreda, Småland     |       | 57.647102, 15.022691 | 10060900200002 | Ladda upp en bild av detta fornminne |
| Höreda 21:1              | Röse                        |              | Höreda, Småland     |       | 57.619984, 15.052989 | 10060900210001 | Ladda upp en bild av detta fornminne |
| Höreda 22:1              | Röse                        |              | Höreda, Småland     |       | 57.614185, 15.061742 | 10060900220001 | Ladda upp en bild av detta fornminne |
| Höreda 24:1              | Grav markerad av sten/block |              | Höreda, Småland     |       | 57.626971, 14.999204 | 10060900240001 | Ladda upp en bild av detta fornminne |
| Höreda 26:1              | Stenkrets                   |              | Höreda, Småland     |       | 57.639167, 14.915822 | 10060900260001 | Ladda upp en bild av detta fornminne |
| Höreda 28:1              | Gravfält                    |              | Höreda, Småland     |       | 57.636555, 14.980399 | 10060900280001 | Ladda upp en bild av detta fornminne |
| Drakaröret (Höreda 55:1) | Röse                        |              | Höreda, Småland     |       | 57.558626, 14.981289 | 10060900550001 | Ladda upp en bild av detta fornminne |
| Höreda 56:1              | Röse                        |              | Höreda, Småland     |       | 57.556621, 14.984284 | 10060900560001 | Ladda upp en bild av detta fornminne |
| Höreda 59:1              | Röse                        |              | Höreda, Småland     |       | 57.563154, 15.018185 | 10060900590001 | Ladda upp en bild av detta fornminne |
| Höreda 60:1              | Röse                        |              | Höreda, Småland     |       | 57.585268, 15.045331 | 10060900600001 | Ladda upp en bild av detta fornminne |
| Höreda 61:1              | Röse                        |              | Höreda, Småland     |       | 57.588014, 14.901413 | 10060900610001 | Ladda upp en bild av detta fornminne |
| Höreda 62:1              | Röse                        |              | Höreda, Småland     |       | 57.592601, 14.897071 | 10060900620001 | Ladda upp en bild av detta fornminne |
| Höreda 63:1              | Röse                        |              | Höreda, Småland     |       | 57.595384, 14.888793 | 10060900630001 | Ladda upp en bild av detta fornminne |
| Höreda 67:1              | Stensättning                |              | Höreda, Småland     |       | 57.596691, 15.054924 | 10060900670001 | Ladda upp en bild av detta fornminne |
| Höreda 68:1              | Röse                        |              | Höreda, Småland     |       | 57.586360, 15.054941 | 10060900680001 | Ladda upp en bild av detta fornminne |
| Höreda 68:2              | Stensättning                |              | Höreda, Småland     |       | 57.586478, 15.054726 | 10060900680002 | Ladda upp en bild av detta fornminne |
| Höreda 69:1              | Röse                        |              | Höreda, Småland     |       | 57.602406, 15.040159 | 10060900690001 | Ladda upp en bild av detta fornminne |
| Höreda 70:1              | Stenkammargrav              |              | Höreda, Småland     |       | 57.589253, 15.051510 | 10060900700001 | Ladda upp en bild av detta fornminne |
| Höreda 71:1              | Stenkammargrav              |              | Höreda, Småland     |       | 57.588240, 15.044567 | 10060900710001 | Ladda upp en bild av detta fornminne |
| Höreda 72:1              | Stensättning                |              | Höreda, Småland     |       | 57.606370, 15.059211 | 10060900720001 | Ladda upp en bild av detta fornminne |
| Höreda 80:1              | Röse                        |              | Höreda, Småland     |       | 57.623203, 14.898935 | 10060900800001 | Ladda upp en bild av detta fornminne |
| Höreda 88:1              | Stenkrets                   |              | Höreda, Småland     |       | 57.596658, 14.948559 | 10060900880001 | Ladda upp en bild av detta fornminne |
| Höreda 88:2              | Stenkrets                   |              | Höreda, Småland     |       | 57.596586, 14.948662 | 10060900880002 | Ladda upp en bild av detta fornminne |
| Höreda 88:3              | Stenkrets                   |              | Höreda, Småland     |       | 57.596664, 14.948795 | 10060900880003 | Ladda upp en bild av detta fornminne |
| Höreda 91:1              | Stenkrets                   |              | Höreda, Småland     |       | 57.600377, 14.891596 | 10060900910001 | Ladda upp en bild av detta fornminne |
| Höreda 93:1              | Stensättning                |              | Höreda, Småland     |       | 57.598391, 14.913409 | 10060900930001 | Ladda upp en bild av detta fornminne |
| Höreda 97:1              | Röse                        |              | Höreda, Småland     |       | 57.591093, 14.901816 | 10060900970001 | Ladda upp en bild av detta fornminne |
| Höreda 102:1             | Stenkrets                   |              | Höreda, Småland     |       | 57.622180, 14.992035 | 10060901020001 | Ladda upp en bild av detta fornminne |
| Höreda 121:1             | Röse                        |              | Höreda, Småland     |       | 57.620554, 15.022095 | 10060901210001 | Ladda upp en bild av detta fornminne |
| Höreda 121:2             | Röse                        |              | Höreda, Småland     |       | 57.620293, 15.022446 | 10060901210002 | Ladda upp en bild av detta fornminne |
| Höreda 135:1             | Hög                         |              | Höreda, Småland     |       | 57.599506, 14.972388 | 10060901350001 | Ladda upp en bild av detta fornminne |
| Höreda 150:1             | Stensättning                |              | Höreda, Småland     |       | 57.595459, 15.057533 | 10060901500001 | Ladda upp en bild av detta fornminne |
| Höreda 151:1             | Hög                         |              | Höreda, Småland     |       | 57.595018, 15.058821 | 10060901510001 | Ladda upp en bild av detta fornminne |
| Höreda 151:2             | Stensättning                |              | Höreda, Småland     |       | 57.594758, 15.058035 | 10060901510002 | Ladda upp en bild av detta fornminne |
| Höreda 156:1             | Röse                        |              | Höreda, Småland     |       | 57.595765, 15.056262 | 10060901560001 | Ladda upp en bild av detta fornminne |
| Höreda 159:1             | Hög                         |              | Höreda, Småland     |       | 57.591926, 15.077537 | 10060901590001 | Ladda upp en bild av detta fornminne |
| Höreda 160:1             | Hög                         |              | Höreda, Småland     |       | 57.596714, 15.077959 | 10060901600001 | Ladda upp en bild av detta fornminne |
| Höreda 161:1             | Hög                         |              | Höreda, Småland     |       | 57.595816, 15.077724 | 10060901610001 | Ladda upp en bild av detta fornminne |
| Höreda 162:1             | Gravfält                    |              | Höreda, Småland     |       | 57.591077, 15.076948 | 10060901620001 | Ladda upp en bild av detta fornminne |
| Höreda 163:1             | Gravfält                    |              | Höreda, Småland     |       | 57.594822, 15.068953 | 10060901630001 | Ladda upp en bild av detta fornminne |
| Höreda 164:1             | Röse                        |              | Höreda, Småland     |       | 57.600074, 15.063156 | 10060901640001 | Ladda upp en bild av detta fornminne |
| Höreda 165:1             | Röse                        |              | Höreda, Småland     |       | 57.599049, 15.064293 | 10060901650001 | Ladda upp en bild av detta fornminne |
| Höreda 168:1             | Röse                        |              | Höreda, Småland     |       | 57.608598, 15.067913 | 10060901680001 | Ladda upp en bild av detta fornminne |
| Höreda 169:1             | Röse                        |              | Höreda, Småland     |       | 57.584339, 15.060360 | 10060901690001 | Ladda upp en bild av detta fornminne |
| Höreda 179:1             | Röse                        |              | Höreda, Småland     |       | 57.616447, 15.056134 | 10060901790001 | Ladda upp en bild av detta fornminne |
| Höreda 182:1             | Stensättning                |              | Höreda, Småland     |       | 57.580109, 15.038418 | 10060901820001 | Ladda upp en bild av detta fornminne |
| Höreda 182:2             | Stensättning                |              | Höreda, Småland     |       | 57.579937, 15.038345 | 10060901820002 | Ladda upp en bild av detta fornminne |
| Höreda 195:1             | Röse                        |              | Höreda, Småland     |       | 57.543760, 15.009002 | 10060901950001 | Ladda upp en bild av detta fornminne |
| Höreda 196:1             | Röse                        |              | Höreda, Småland     |       | 57.543015, 15.010327 | 10060901960001 | Ladda upp en bild av detta fornminne |
| Höreda 197:1             | Röse                        |              | Höreda, Småland     |       | 57.572305, 14.985927 | 10060901970001 | Ladda upp en bild av detta fornminne |
| Höreda 216:1             | Röse                        |              | Höreda, Småland     |       | 57.635003, 15.032144 | 10060902160001 | Ladda upp en bild av detta fornminne |
| Höreda 217:1             | Röse                        |              | Höreda, Småland     |       | 57.635488, 15.034353 | 10060902170001 | Ladda upp en bild av detta fornminne |
| Höreda 217:2             | Röse                        |              | Höreda, Småland     |       | 57.635239, 15.034779 | 10060902170002 | Ladda upp en bild av detta fornminne |
| Höreda 217:3             | Röse                        |              | Höreda, Småland     |       | 57.635156, 15.034943 | 10060902170003 | Ladda upp en bild av detta fornminne |
| Höreda 217:4             | Stensättning                |              | Höreda, Småland     |       | 57.635076, 15.035074 | 10060902170004 | Ladda upp en bild av detta fornminne |
| Höreda 218:1             | Röse                        |              | Höreda, Småland     |       | 57.635976, 15.033845 | 10060902180001 | Ladda upp en bild av detta fornminne |
| Höreda 219:1             | Röse                        |              | Höreda, Småland     |       | 57.634366, 15.031594 | 10060902190001 | Ladda upp en bild av detta fornminne |
| Höreda 220:1             | Röse                        |              | Höreda, Småland     |       | 57.648784, 15.034384 | 10060902200001 | Ladda upp en bild av detta fornminne |
| Höreda 221:1             | Röse                        |              | Höreda, Småland     |       | 57.654032, 15.026708 | 10060902210001 | Ladda upp en bild av detta fornminne |
| Höreda 237:1             | Röse                        |              | Höreda, Småland     |       | 57.624377, 14.846847 | 10060902370001 | Ladda upp en bild av detta fornminne |
| Höreda 239:1             | Stensättning                |              | Höreda, Småland     |       | 57.634143, 15.008895 | 10060902390001 | Ladda upp en bild av detta fornminne |
| Höreda 334               | Stensättning                |              | Höreda, Småland     |       | 57.588208, 15.045019 | 12000000006243 | Ladda upp en bild av detta fornminne |
| Höreda 335               | Kyrka/kapell                |              | Höreda, Småland     |       | 57.612936, 15.025498 | 12000000070063 | Ladda upp en bild av detta fornminne |
| Höreda 673               | Stensättning                |              | Höreda, Småland     |       | 57.632881, 15.048387 | 12000000129379 | Ladda upp en bild av detta fornminne |
| Höreda 692               | Röse                        |              | Höreda, Småland     |       | 57.598889, 15.052999 | 12000000131683 | Ladda upp en bild av detta fornminne |

## Ingatorp
| Namn                         | Lämningstyp                 | Tillkomsttid | Historisk indelning | Plats | Läge                 | ID-nr          | Bild                                 |
| ---------------------------- | --------------------------- | ------------ | ------------------- | ----- | -------------------- | -------------- | ------------------------------------ |
| Ingatorp 16:1                | Röse                        |              | Ingatorp, Småland   |       | 57.677863, 15.327555 | 10061000160001 | Ladda upp en bild av detta fornminne |
| Ingatorp 16:2                | Röse                        |              | Ingatorp, Småland   |       | 57.677731, 15.327748 | 10061000160002 | Ladda upp en bild av detta fornminne |
| Ingatorp 17:1                | Röse                        |              | Ingatorp, Småland   |       | 57.677980, 15.326172 | 10061000170001 | Ladda upp en bild av detta fornminne |
| Ingatorp 17:2                | Röse                        |              | Ingatorp, Småland   |       | 57.677874, 15.326263 | 10061000170002 | Ladda upp en bild av detta fornminne |
| Ingatorp 17:3                | Stensättning                |              | Ingatorp, Småland   |       | 57.678087, 15.326098 | 10061000170003 | Ladda upp en bild av detta fornminne |
| 1) Spökröret (Ingatorp 20:1) | Röse                        |              | Ingatorp, Småland   |       | 57.651960, 15.302413 | 10061000200001 | Ladda upp en bild av detta fornminne |
| 1) Spökröret (Ingatorp 20:2) | Röse                        |              | Ingatorp, Småland   |       | 57.651560, 15.302461 | 10061000200002 | Ladda upp en bild av detta fornminne |
| Ingatorp 22:1                | Röse                        |              | Ingatorp, Småland   |       | 57.674496, 15.392670 | 10061000220001 | Ladda upp en bild av detta fornminne |
| Ingatorp 23:1                | Stensättning                |              | Ingatorp, Småland   |       | 57.676337, 15.415613 | 10061000230001 | Ladda upp en bild av detta fornminne |
| Ingatorp 23:2                | Stensättning                |              | Ingatorp, Småland   |       | 57.676789, 15.415754 | 10061000230002 | Ladda upp en bild av detta fornminne |
| Ingatorp 25:1                | Röse                        |              | Ingatorp, Småland   |       | 57.673681, 15.436831 | 10061000250001 | Ladda upp en bild av detta fornminne |
| Hadde rör (Ingatorp 26:1)    | Röse                        |              | Ingatorp, Småland   |       | 57.668783, 15.411601 | 10061000260001 | Ladda upp en bild av detta fornminne |
| Ingatorp 28:1                | Grav markerad av sten/block |              | Ingatorp, Småland   |       | 57.631282, 15.428601 | 10061000280001 | Ladda upp en bild av detta fornminne |
| Ingatorp 28:2                | Grav markerad av sten/block |              | Ingatorp, Småland   |       | 57.631427, 15.428695 | 10061000280002 | Ladda upp en bild av detta fornminne |
| Ingatorp 29:1                | Stensättning                |              | Ingatorp, Småland   |       | 57.665562, 15.326616 | 10061000290001 | Ladda upp en bild av detta fornminne |
| Ingatorp 29:2                | Stensättning                |              | Ingatorp, Småland   |       | 57.665539, 15.326835 | 10061000290002 | Ladda upp en bild av detta fornminne |
| Ingatorp 30:1                | Gravfält                    |              | Ingatorp, Småland   |       | 57.698880, 15.328472 | 10061000300001 | Ladda upp en bild av detta fornminne |
| Ingatorp 31:1                | Stensättning                |              | Ingatorp, Småland   |       | 57.605187, 15.359449 | 10061000310001 | Ladda upp en bild av detta fornminne |
| Ingatorp 32:1                | Röse                        |              | Ingatorp, Småland   |       | 57.625093, 15.411238 | 10061000320001 | Ladda upp en bild av detta fornminne |
| Ingatorp 32:2                | Röse                        |              | Ingatorp, Småland   |       | 57.624778, 15.410669 | 10061000320002 | Ladda upp en bild av detta fornminne |
| Ingatorp 32:3                | Röse                        |              | Ingatorp, Småland   |       | 57.624721, 15.410972 | 10061000320003 | Ladda upp en bild av detta fornminne |
| Ingatorp 33:1                | Röse                        |              | Ingatorp, Småland   |       | 57.623921, 15.411928 | 10061000330001 | Ladda upp en bild av detta fornminne |
| Ingatorp 33:2                | Röse                        |              | Ingatorp, Småland   |       | 57.623867, 15.411786 | 10061000330002 | Ladda upp en bild av detta fornminne |
| Ingatorp 33:3                | Röse                        |              | Ingatorp, Småland   |       | 57.623966, 15.412112 | 10061000330003 | Ladda upp en bild av detta fornminne |
| Ingatorp 35:1                | Röse                        |              | Ingatorp, Småland   |       | 57.625582, 15.411242 | 10061000350001 | Ladda upp en bild av detta fornminne |
| Ingatorp 35:2                | Röse                        |              | Ingatorp, Småland   |       | 57.625528, 15.411402 | 10061000350002 | Ladda upp en bild av detta fornminne |
| Ingatorp 67:1                | Stensättning                |              | Ingatorp, Småland   |       | 57.647150, 15.433989 | 10061000670001 | Ladda upp en bild av detta fornminne |
| Ingatorp 86:1                | Röse                        |              | Ingatorp, Småland   |       | 57.673173, 15.437775 | 10061000860001 | Ladda upp en bild av detta fornminne |
| Ingatorp 101:1               | Röse                        |              | Ingatorp, Småland   |       | 57.656180, 15.307701 | 10061001010001 | Ladda upp en bild av detta fornminne |

## Kråkshult
| Namn            | Lämningstyp      | Tillkomsttid | Historisk indelning | Plats | Läge                 | ID-nr          | Bild                                 |
| --------------- | ---------------- | ------------ | ------------------- | ----- | -------------------- | -------------- | ------------------------------------ |
| Kråkshult 1:1   | Stenkammargrav   |              | Kråkshult, Småland  |       | 57.513333, 15.440532 | 10061700010001 | Ladda upp en bild av detta fornminne |
| Kråkshult 4:1   | Gravfält         |              | Kråkshult, Småland  |       | 57.576253, 15.407108 | 10061700040001 | Ladda upp en bild av detta fornminne |
| Kråkshult 5:1   | Gravfält         |              | Kråkshult, Småland  |       | 57.577128, 15.402604 | 10061700050001 | Ladda upp en bild av detta fornminne |
| Kråkshult 6:1   | Röse             |              | Kråkshult, Småland  |       | 57.577089, 15.405453 | 10061700060001 | Ladda upp en bild av detta fornminne |
| Kråkshult 6:2   | Stensättning     |              | Kråkshult, Småland  |       | 57.577193, 15.405451 | 10061700060002 | Ladda upp en bild av detta fornminne |
| Kråkshult 7:1   | Röse             |              | Kråkshult, Småland  |       | 57.545056, 15.456587 | 10061700070001 | Ladda upp en bild av detta fornminne |
| Kråkshult 7:2   | Stensättning     |              | Kråkshult, Småland  |       | 57.544886, 15.456637 | 10061700070002 | Ladda upp en bild av detta fornminne |
| Kråkshult 7:3   | Stensättning     |              | Kråkshult, Småland  |       | 57.544834, 15.456858 | 10061700070003 | Ladda upp en bild av detta fornminne |
| Kråkshult 7:4   | Stensättning     |              | Kråkshult, Småland  |       | 57.544978, 15.456783 | 10061700070004 | Ladda upp en bild av detta fornminne |
| Kråkshult 8:1   | Röse             |              | Kråkshult, Småland  |       | 57.577361, 15.410261 | 10061700080001 | Ladda upp en bild av detta fornminne |
| Kråkshult 8:2   | Röse             |              | Kråkshult, Småland  |       | 57.577374, 15.410018 | 10061700080002 | Ladda upp en bild av detta fornminne |
| Kråkshult 9:1   | Röse             |              | Kråkshult, Småland  |       | 57.585475, 15.402378 | 10061700090001 | Ladda upp en bild av detta fornminne |
| Kråkshult 19:1  | Stensättning     |              | Kråkshult, Småland  |       | 57.554922, 15.421232 | 10061700190001 | Ladda upp en bild av detta fornminne |
| Kråkshult 19:3  | Stensättning     |              | Kråkshult, Småland  |       | 57.555071, 15.421734 | 10061700190003 | Ladda upp en bild av detta fornminne |
| Kråkshult 21:1  | Röse             |              | Kråkshult, Småland  |       | 57.554255, 15.450790 | 10061700210001 | Ladda upp en bild av detta fornminne |
| Kråkshult 24:1  | Röse             |              | Kråkshult, Småland  |       | 57.552269, 15.434396 | 10061700240001 | Ladda upp en bild av detta fornminne |
| Kråkshult 92:1  | Begravningsplats |              | Kråkshult, Småland  |       | 57.539845, 15.436389 | 10061700920001 | Ladda upp en bild av detta fornminne |
| Kråkshult 101:1 | Röse             |              | Kråkshult, Småland  |       | 57.583562, 15.473753 | 10061701010001 | Ladda upp en bild av detta fornminne |

## Mellby
| Namn        | Lämningstyp    | Tillkomsttid | Historisk indelning | Plats | Läge                 | ID-nr          | Bild                                      |
| ----------- | -------------- | ------------ | ------------------- | ----- | -------------------- | -------------- | ----------------------------------------- |
| Mellby 1:1  | Stenkammargrav |              | Mellby, Småland     |       | 57.537718, 15.044666 | 10063200010001 | Ladda upp en bild av detta fornminne      |
| Mellby 6:1  | Runristning    |              | Mellby, Småland     |       | 57.525291, 15.088841 | 10063200060001 | Ladda upp en bild av detta fornminne      |
| Mellby 7:1  | Runristning    |              | Mellby, Småland     |       | 57.528673, 15.089629 | 10063200070001 | Ladda upp en till bild av detta fornminne |
| Mellby 8:1  | Röse           |              | Mellby, Småland     |       | 57.537302, 15.094171 | 10063200080001 | Ladda upp en bild av detta fornminne      |
| Mellby 12:1 | Stensättning   |              | Mellby, Småland     |       | 57.539263, 15.101162 | 10063200120001 | Ladda upp en bild av detta fornminne      |
| Mellby 12:2 | Hög            |              | Mellby, Småland     |       | 57.539312, 15.100899 | 10063200120002 | Ladda upp en bild av detta fornminne      |
| Mellby 12:3 | Stensättning   |              | Mellby, Småland     |       | 57.539137, 15.101230 | 10063200120003 | Ladda upp en bild av detta fornminne      |
| Mellby 13:1 | Stenkrets      |              | Mellby, Småland     |       | 57.552794, 15.069635 | 10063200130001 | Ladda upp en bild av detta fornminne      |
| Mellby 14:1 | Röse           |              | Mellby, Småland     |       | 57.554058, 15.098584 | 10063200140001 | Ladda upp en bild av detta fornminne      |
| Mellby 14:2 | Stensättning   |              | Mellby, Småland     |       | 57.554156, 15.098822 | 10063200140002 | Ladda upp en bild av detta fornminne      |
| Mellby 14:3 | Stensättning   |              | Mellby, Småland     |       | 57.554262, 15.098684 | 10063200140003 | Ladda upp en bild av detta fornminne      |
| Mellby 15:1 | Gravfält       |              | Mellby, Småland     |       | 57.559090, 15.098663 | 10063200150001 | Ladda upp en bild av detta fornminne      |
| Mellby 15:2 | Röse           |              | Mellby, Småland     |       | 57.558875, 15.098030 | 10063200150002 | Ladda upp en bild av detta fornminne      |
| Mellby 15:3 | Runristning    |              | Mellby, Småland     |       | 57.559132, 15.099874 | 10063200150003 | Ladda upp en bild av detta fornminne      |
| Mellby 16:1 | Gravfält       |              | Mellby, Småland     |       | 57.564849, 15.087394 | 10063200160001 | Ladda upp en bild av detta fornminne      |
| Mellby 16:2 | Stensättning   |              | Mellby, Småland     |       | 57.565002, 15.086341 | 10063200160002 | Ladda upp en bild av detta fornminne      |
| Mellby 19:1 | Runristning    |              | Mellby, Småland     |       | 57.556042, 15.108668 | 10063200190001 | Ladda upp en bild av detta fornminne      |
| Mellby 20:1 | Röse           |              | Mellby, Småland     |       | 57.555825, 15.102108 | 10063200200001 | Ladda upp en bild av detta fornminne      |
| Mellby 21:1 | Stensättning   |              | Mellby, Småland     |       | 57.565135, 15.085550 | 10063200210001 | Ladda upp en bild av detta fornminne      |
| Mellby 27:1 | Hög            |              | Mellby, Småland     |       | 57.538681, 15.098117 | 10063200270001 | Ladda upp en bild av detta fornminne      |
| Mellby 39:1 | Hög            |              | Mellby, Småland     |       | 57.534294, 15.097002 | 10063200390001 | Ladda upp en bild av detta fornminne      |
| Mellby 41:1 | Stensättning   |              | Mellby, Småland     |       | 57.538247, 15.044209 | 10063200410001 | Ladda upp en bild av detta fornminne      |
| Mellby 56:1 | Stensättning   |              | Mellby, Småland     |       | 57.539214, 15.098764 | 10063200560001 | Ladda upp en bild av detta fornminne      |
| Mellby 62:1 | Röse           |              | Mellby, Småland     |       | 57.549905, 15.033724 | 10063200620001 | Ladda upp en bild av detta fornminne      |
| Mellby 62:2 | Röse           |              | Mellby, Småland     |       | 57.550181, 15.033560 | 10063200620002 | Ladda upp en bild av detta fornminne      |